# Estandarte Vermelho Simples
O Estandarte Vermelho Simples (chinês: 正红旗, pinyin: Zhèng Hóng Qí) foi um dos Oito Estandartes (cinco Estandartes inferiores) da organização militar e social Manchu durante as dinastias Jin Posterior e Qing da China. 

## Membros notáveis
- Daišan
- Wen Xiang
- Heshen, Clã Niohuru, considerado um dos funcionários mais corruptos da história
- Zheng Keshuang
- Lao She
- Nobre Consorte Chen (Daoguang)

## Clãs notáveis
- Clã Fuca
- Guwalgiya
- Niohuru
- Hešeri
- Donggo
- Wuqigeli
- Ning
- Li
- Zhen